# Elatostema laxicymosum
Elatostema laxicymosum es una especie de planta del género Elatostema, perteneciente a la familia Urticaceae.

## Taxonomía
Elatostema laxicymosum fue descrita por Wen Tsai Wang en 1979.

## Distribución
Se encuentra en el territorio de Assam y el Tíbet.